# 이명흠 (1949년)
이명흠(李明欽, 1949년 5월 13일~)는 대한민국의 정치인이다. 제42·43대 전라남도 장흥군수를 지냈다.
1949년 전남 장흥 출생이며, 1971년 전남대학교를 졸업하였다.
9급 공무원으로 시작하여 장흥군 부군수를 지냈다. 2007년 12·19 장흥군수 재선거에서 장흥군수에 당선되었으며, 2010년 지방선거에서 장흥군수에 재선되었다. 2014년 지방선거 장흥군수 선거에서 출마, 낙선하였다.

## 학력
- 1971 전남대학교 경제학 학사 졸업
- 1967 광주고등학교 졸업
- 1964 광주북중학교 졸업
- 1961 서석국민학교 졸업

## 역대 선거 결과
|  | 44.17% |

|  | 68.23% |

|  | 32.27% |